# Fredericton
Pour les articles homonymes, voir Fredericton (homonymie).
Fredericton, aussi orthographié Frédéricton (prononcé en français : /fʁedeʁiktœn/, en anglais : /ˈfɹɛdɹɨktən/ ou parfois /fɹɛˈdɪktən/) est la capitale de la province du Nouveau-Brunswick au Canada. Il s'agit d'une cité située dans la commission de services régionaux 11, au centre de la province. La ville est située sur les deux rives du fleuve Saint-Jean et compte 56 224 habitants en 2011. Ses habitants sont les Frédérictonnais(es).
Fredericton fut fondée par les Acadiens sous le nom de Sainte-Anne-des-Pays-Bas, en 1732. Les Britanniques incendièrent la ville en 1759, durant la déportation des Acadiens. Fredericton devient la capitale du Nouveau-Brunswick en 1785. Les Malécites eurent quant à eux leur capitale à Eqpahak entre 1767 et 1794.

## Géographie

### Géographie physique

#### Situation
(septembre 2024).
Fredericton est situé au bord du fleuve Saint-Jean et a une superficie de 131,67 km2. Fredericton se trouve à 435 km de route à l'ouest-nord-ouest d'Halifax, à 810 km à l'est de Montréal et à 690 km au nord-est de Boston. La cité est située à la fois dans le comté de Sunbury et le comté d'York mais est incluse uniquement dans ce dernier à des fins de recensement.
L'altitude est basse près du fleuve, rendant des parties de la ville vulnérables aux inondations. L'altitude s'élève par contre rapidement, au nord et au sud, et dépasse 100 m. Les berges de certains ruisseaux sont très abruptes.
Fredericton possède un territoire complexe. La cité est limitrophe des municipalités suivantes, dans le sens horaire: Estey's Bridge au nord, Saint Marys au nord-est, Lincoln à l'est, Rusagonis-Waasis au sud-est, la paroisse de New Maryland puis New Maryland au sud, Hanwell au sud-ouest et Kingsclear à l'ouest.
La réserve indienne de Devon 30 possède trois enclaves sur la rive gauche de la ville. La première est située au bord du fleuve, à l'est de la rue Cliffe. La deuxième comprend une partie du bloc délimité par la rue Union au sud, la rue Cliffe à l'ouest, la rue MacLaren au nord et la rue Hughes à l'est. La troisième comprend la rue Dedham, la rue Sappier, la rue Paul, la promenade Maliseet, le croissant Polchies, le croissant Brooks et l'allée Bear et finalement un côté de l'avenue Highland et de la rue Cliffe. De plus, la réserve possède une « queue de poêle », aussi sur la rive gauche de Fredericton, qui commence peu après le début de l'allée Gabriel.

#### Climat
Fredericton jouit d'un climat continental humide de type « Dfb » selon Köppen (à hiver froid et été doux), avec une forte amplitude thermique (de presque 30 °C). L'hiver à tout le moins, les températures sont plus douces que dans les prairies canadiennes, cependant l'air y est presque aussi sec, même si les précipitations sont ici beaucoup plus abondantes et tombent généralement sous forme de neige, mais pas toujours car les températures peuvent y connaître des variations très importantes d'un jour à l'autre.
Malgré cela, l'ensoleillement reste très raisonnable en cette saison (le soleil brille environ 40 % du temps) et n'y est pas tellement moindre qu'à la belle saison. Ce qui est assez remarquable, puisque si on compare à toute l'Europe, en dehors des régions méditerranéennes, seule la riviera suisse connaît un ensoleillement hivernal au moins équivalent[réf. souhaitée].
Si les températures hivernales moyennes se rapprochent de celles que l'on retrouve dans l'extrême Sud de la Laponie, l'été en revanche on est plus proche de celles de la région parisienne ; les températures sont relativement chaudes (presque 20 °C de moyenne en juillet) et les taux d'ensoleillement, d'humidité ainsi que le nombre de jours de précipitations y sont à peu près semblables...
Il est aussi intéressant de noter que le nombre de jours de précipitations annuel (environ 150 au seuil de 0,2 mm) est l'un des plus faibles de toutes les provinces maritimes du Canada, la Nouvelle-Écosse et la Gaspésie faisant barrage aux assauts tempétueux océaniques que la région subit régulièrement en hiver.
| Mois                                  | jan.       | fév.       | mars       | avril     | mai       | juin      | jui.      | août      | sep.      | oct.       | nov.       | déc.       | année           |
| ------------------------------------- | ---------- | ---------- | ---------- | --------- | --------- | --------- | --------- | --------- | --------- | ---------- | ---------- | ---------- | --------------- |
| Température minimale moyenne (°C)     | −14,4      | −12,8      | −7,2       | −0,4      | 5,1       | 10,1      | 13,3      | 12,6      | 8,3       | 2,8        | −2         | −9,5       | 0,5             |
| Température moyenne (°C)              | −9,4       | −7,5       | −2,2       | 4,8       | 11,3      | 16,4      | 19,4      | 18,6      | 14        | 7,8        | 1,8        | −5,3       | 5,8             |
| Température maximale moyenne (°C)     | −4,4       | −2,1       | 2,8        | 9,9       | 17,6      | 22,7      | 25,4      | 24,5      | 19,6      | 12,8       | 5,5        | −1         | 11,1            |
| Record de froid (°C) date du record   | −38,9 1925 | −38,3 1962 | −32,2 1918 | −20 1914  | −6,7 1966 | −2,2 1914 | 1,7 1969  | 2 1986    | −4,4 1922 | −11,1 1914 | −26,7 1880 | −35,6 1879 | −38,9 19/1/1925 |
| Record de chaleur (°C) date du record | 15 1929    | 19 1994    | 26,5 2012  | 30,5 1990 | 35,5 1992 | 35,6 1944 | 36,1 1921 | 38,9 1935 | 33,7 2010 | 28,9 1930  | 21,7 1956  | 16,1 1950  | 38,9 18/8/1935  |
| Ensoleillement (h)                    | 119,5      | 130,8      | 148,9      | 162,2     | 206,9     | 224,3     | 239,7     | 226,2     | 172,4     | 142,5      | 95,8       | 102,2      | 1 971,2         |
| Précipitations (mm)                   | 101,9      | 70,1       | 90,1       | 81,6      | 103,8     | 86,3      | 89        | 85,9      | 94,7      | 89,7       | 109,9      | 91,8       | 1 094,7         |
| dont neige (cm)                       | 63,6       | 39,1       | 42,4       | 13,5      | 0,6       | 0         | 0         | 0         | 0         | 0,4        | 13,9       | 41,4       | 214,8           |
| Nombre de jours avec précipitations   | 12,6       | 10,2       | 12,4       | 12,6      | 14,9      | 13,6      | 14,5      | 12,7      | 13,7      | 13,5       | 13,8       | 12,5       | 156,7           |
| Nombre de jours avec neige            | 9,4        | 7,2        | 7          | 2,4       | 0,3       | 0         | 0         | 0         | 0         | 0,11       | 3,2        | 7,5        | 37              |

| Diagramme climatique                                  |               |             |             |              |              |            |              |             |             |            |            |
| J                                                     | F             | M           | A           | M            | J            | J          | A            | S           | O           | N          | D          |
| −4,4−14,4101,9                                        | −2,1−12,870,1 | 2,8−7,290,1 | 9,9−0,481,6 | 17,65,1103,8 | 22,710,186,3 | 25,413,389 | 24,512,685,9 | 19,68,394,7 | 12,82,889,7 | 5,5−2109,9 | −1−9,591,8 |
| Moyennes : • Temp. maxi et mini °C • Précipitation mm |               |             |             |              |              |            |              |             |             |            |            |

| Mois                                  | jan.       | fév.       | mars       | avril      | mai       | juin      | jui.      | août      | sep.      | oct.      | nov.       | déc.       | année          |
| ------------------------------------- | ---------- | ---------- | ---------- | ---------- | --------- | --------- | --------- | --------- | --------- | --------- | ---------- | ---------- | -------------- |
| Température minimale moyenne (°C)     | −15        | −13,7      | −7,8       | −1         | 4,6       | 9,7       | 13        | 12,1      | 7,1       | 1,6       | −3         | −10,7      | −0,2           |
| Température moyenne (°C)              | −9,4       | −7,9       | −2,4       | 4,5        | 11,1      | 16,2      | 19,3      | 18,4      | 13,6      | 7,5       | 1,5        | −5,7       | 5,6            |
| Température maximale moyenne (°C)     | −3,8       | −2         | 3          | 10         | 17,6      | 22,7      | 25,5      | 24,8      | 20        | 13,2      | 6          | −0,7       | 11,4           |
| Record de froid (°C) date du record   | −35,6 1971 | −37,2 1962 | −28,9 1982 | −15,1 1995 | −6,7 1951 | −0,6 1971 | 1,7 1962  | 1,3 1978  | −3,9 1971 | −8,9 1959 | −20,2 1996 | −33,8 1989 | −37,2 2/2/1962 |
| Record de chaleur (°C) date du record | 14,6 2006  | 18,6 1994  | 27,2 2012  | 30,3 1990  | 35,2 1977 | 35,3 2001 | 36,7 1952 | 37,2 1975 | 34,1 2010 | 27,8 1968 | 21,1 1956  | 15,9 2000  | 37,2 2/8/1975  |
| Précipitations (mm)                   | 95,3       | 73,1       | 93,2       | 85,9       | 96,2      | 82,4      | 88,3      | 85,6      | 87,5      | 89,1      | 106,3      | 94,9       | 1 077,7        |
| dont neige (cm)                       | 69,9       | 47,5       | 49,4       | 18,6       | 1,4       | 0         | 0         | 0         | 0         | 0,8       | 14,3       | 50,5       | 252,3          |
| Nombre de jours avec précipitations   | 14,2       | 11,3       | 13         | 13,2       | 13,9      | 12,2      | 12,3      | 10,6      | 10,3      | 11,4      | 13,2       | 13,4       | 148,9          |
| Humidité relative (%)                 | 75,1       | 74,9       | 77,1       | 80,6       | 83,6      | 86,4      | 89,5      | 90,4      | 91,1      | 87,6      | 83,8       | 80         | 83,3           |
| Nombre de jours avec neige            | 11,7       | 9,1        | 8,5        | 4,7        | 0,38      | 0         | 0         | 0         | 0         | 0,42      | 4,2        | 10         | 48,9           |

| Diagramme climatique                                  |             |           |          |             |             |            |              |           |             |          |               |
| J                                                     | F           | M         | A        | M           | J           | J          | A            | S         | O           | N        | D             |
| −3,8−1595,3                                           | −2−13,773,1 | 3−7,893,2 | 10−185,9 | 17,64,696,2 | 22,79,782,4 | 25,51388,3 | 24,812,185,6 | 207,187,5 | 13,21,689,1 | 6−3106,3 | −0,7−10,794,9 |
| Moyennes : • Temp. maxi et mini °C • Précipitation mm |             |           |          |             |             |            |              |           |             |          |               |

### Géographie humaine

#### Transport
La cité dispose de l'aéroport du Grand Fredericton, qui offre des liaisons aériennes régulières vers d'autres villes du pays. Il y a aussi l'aérodrome de Scottfield et l'héliport de la Gendarmerie royale du Canada, qui est privé.
La ville est desservie par plusieurs routes provinciales et par deux autoroutes, dont la route Transcanadienne, la route 2 du Nouveau-Brunswick. Les sorties 280, 281, 285, 294 et 297 permettent de relier la 2 à la ville. Il est aussi possible d'aller à Fredericton via la sortie 258, puis vers la route 102, suivant la rivière Saint-Jean. De plus, la route 8 est une autoroute à accès limité contournant Fredericton par le sud-est. Elle permet de relier la ville à la 2 ouest, vers Edmundston, tandis que la route 7 permet de relier Fredericton à la 2 est, vers Moncton et Saint-Jean. 
Deux ponts relient la rive nord de la rivière Saint-Jean à la rive sud. Le premier pont est situé directement au nord du centre-ville, emprunté, se changeant en rue Westmorland. L'autre pont est situé à l'est, sur la route 8, et il est aussi appelé le pont Princess Margaret.
Outre ceci, les rues Woodstock, Hanwell, Smythe, Regent, Waterloo, Prospect, King, Queen, Saint-Annes, Brunswick, Dundonald et Montgomery servent la ville.

## Histoire

### Origines
Les Micmacs et les Malécites faisaient de l'agriculture sur le site actuel de la ville. Le blé d'inde (maïs) était leur principale culture. Eqpahak, le principal village des environs, était situé à quelques kilomètres en amont.
Le premier contact avec les Européens eut lieu au XVIIe siècle. Les Français donnèrent une concession à Joshua J. Mahoney. En 1692, il bâtit le fort Nashwaak sur la rive nord, à l'embouchure de la rivière Nashwaak. Ce fort fut la capitale de l'Acadie durant un certain temps. Il y a 14 résidents près du fort en 1695. À la suite de la mort de Mahoney en 1700 et à une inondation, le fort fut abandonné.
Les Acadiens fondèrent le premier établissement permanent en 1732, appelé Sainte-Anne-des-Pays-Bas ou Pointe-Sainte-Anne. Ces derniers fuyaient l'Acadie, renommée Nouvelle-Écosse depuis sa conquête britannique en 1713. Le village, qui était le deuxième plus important de la vallée du fleuve après Grimrose, était situé sur la rive sud, à peu près en face de la rivière Nashwaak, mais s'étendait à l'Ouest jusqu'à Eqpahak. L'emplacement de l'église n'est pas connue mais serait sur le site de la résidence du Gouverneur. La rue principale n'existe plus mais figure sur un plan de Fredericton en 1786. Les Britanniques prirent possession du village et l'incendièrent durant la Déportation des Acadiens, durant l'hiver 1758-1759. Les Acadiens s'établissent par la suite à French Village, Crocks Point et d'autres localité plus en amont, avant de s'établir au Madawaska.
Un village britannique est fondé en 1762 mais est un échec à cause de l'hostilité des Acadiens et des Malécites. Les colons se déplacèrent en aval et fondèrent Maugerville. John Anderson établit un poste de traite à Nashwaak en 1764. Une réserve indienne du nom de St. Annes est établie le 29 octobre 1765, à l'endroit où se trouve actuellement de la résidence du gouverneur, sur le site d'un cimetière ; il semble que la réserve soit négligée avant d'être abandonnée. Un moulin est construit par la Canada Company à Marysville en 1766. Trois marchands de fourrures britanniques réussissent à s'établir à Sainte-Anne-des-Pays-Bas en 1768. Des Acadiens ont tôt fait de retourner vivre à leur village et il y sont 40 en 1761 mais seulement quelques-uns en 1783; il y a déjà, à ce moment, trois familles anglaises, et huit autres à Nashwaak.

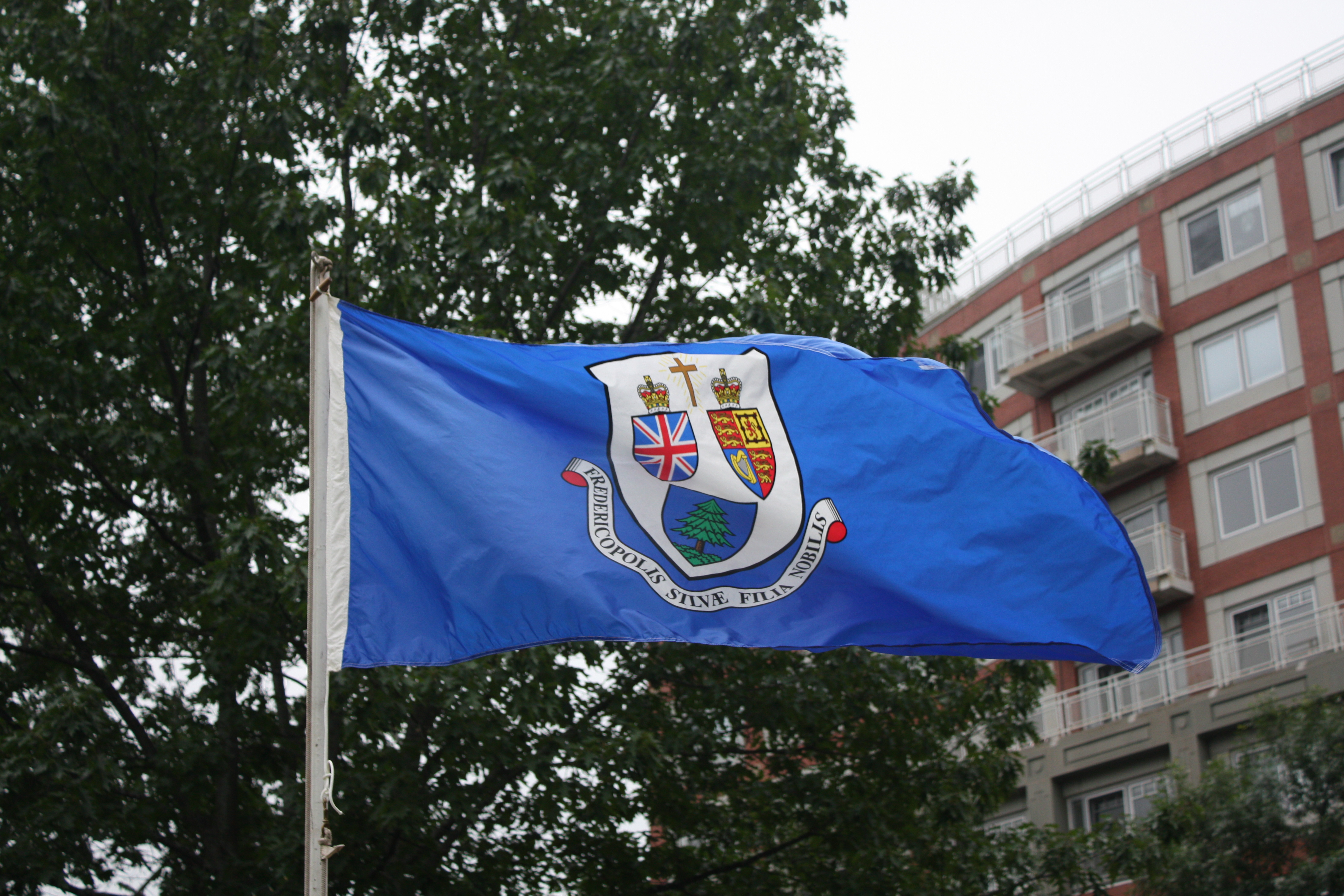
Le drapeau de Fredericton.

### Arrivée des Loyalistes

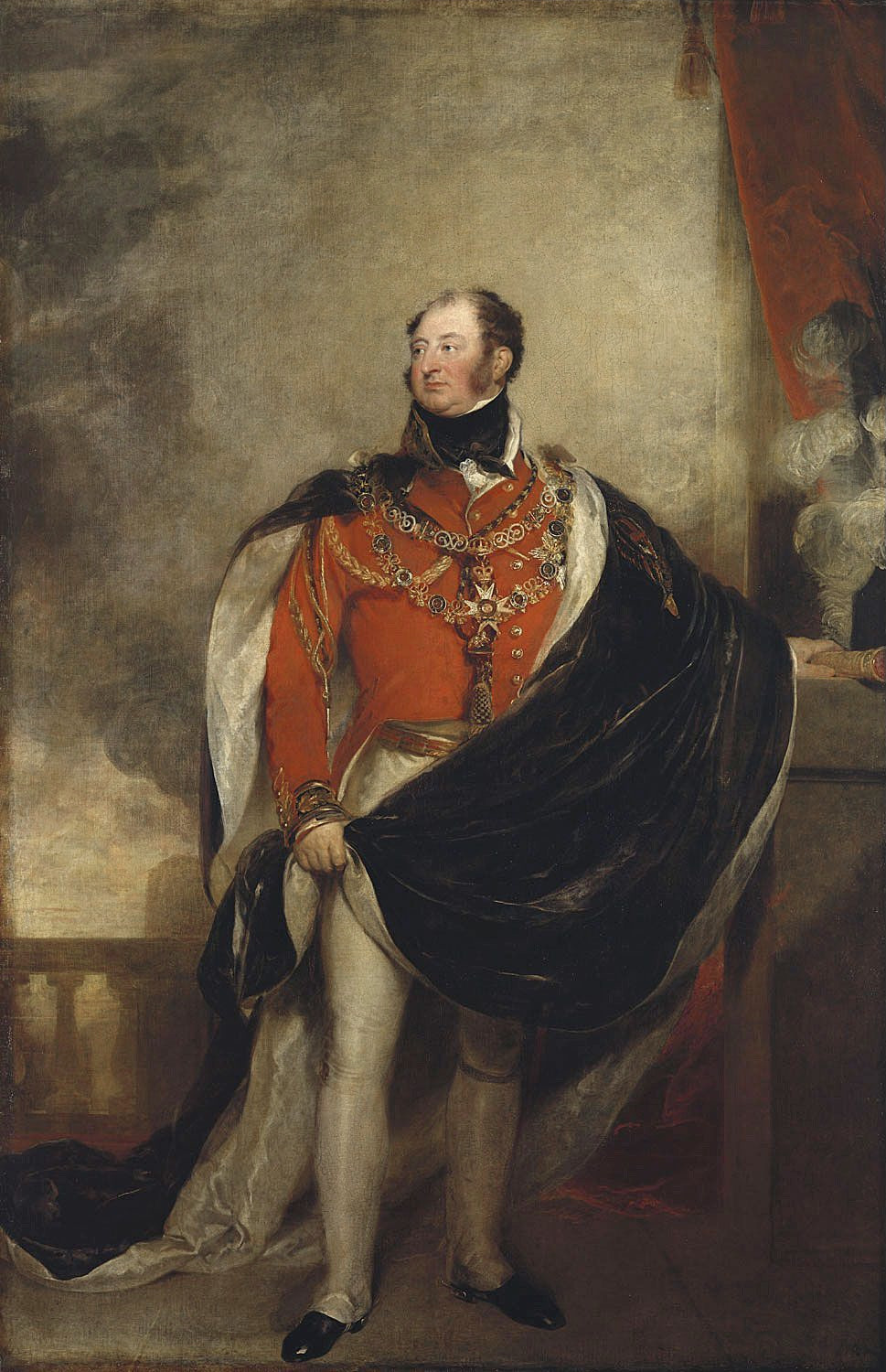
Le prince Frederick.

Des Loyalistes s'établirent à Sainte-Anne-des-Pays-Bas en 1783, après la Révolution américaine, mais plusieurs trouvèrent la mort durant le premier hiver. Les morts furent enterrés dans ce qui est maintenant le cimetière des Loyalistes. Au printemps, plusieurs Loyalistes quittèrent le village pour s'établir plus loin à la campagne.
Le Nouveau-Brunswick devint une colonie indépendante de la Nouvelle-Écosse en 1784. Sainte-Anne fut choisie comme capitale provinciale l'année suivante, remplaçant Parrtown, l'actuelle Saint-Jean, à cause de la situation centrale sur des eaux navigables, moins vulnérable à une invasion maritime. La localité devient officiellement une ville en 1786, au même moment où elle devient le chef-lieu du comté d'York. La ville fut rebaptisée Frederick’s Town (« ville de Frédéric »), en l’honneur du deuxième fils du roi George III du Royaume-Uni, le Prince Frederick, Duc d’York. Le nom fut raccourci à Fredericton peu de temps après. La ville fut déplacée à l'ouest et King's College, aujourd'hui l'Université du Nouveau-Brunswick, fut fondé.
La situation de Fredericton en fit aussi un lieu idéal pour installer une garnison. Plusieurs bâtiments militaires sont toujours en place au centre-ville et sont désormais ouverts aux visiteurs.
Le parlement fut construit en 1788 pour loger l'Assemblée législative du Nouveau-Brunswick mais fut détruit dans un incendie en 1880. L'édifice actuel fut inauguré deux ans plus tard.

### XIXeetXXesiècles
La construction de la cathédrale Christ Church, de l'Église d'Angleterre, permit à Fredericton d'obtenir le statut de cité.
En 1825, Fredericton est touché par les Grands feux de la Miramichi, qui dévastent entre 10 000  et   20 000 km2 dans le centre et le nord-est de la province et tuent en tout plus de 280 personnes,.
Un village de malécites, aujourd'hui appelé la première nation de St. Mary's, fut fondé sur la rive nord du fleuve en 1847. Toutefois, le village perdit en superficie en faveur de la croissance de Fredericton.
Frdericton est constitué en cité le 30 mars 1848 ; c'est la deuxième après Saint-Jean. La Fredericton Gas Company produit du gaz de houille à son usine de la rue Shore dès 1850. L'inondation de 1854 cause de dommages importants mais est peu documentée. Un embâcle cause aussi des dégâts en avril 1857. La Fredericton Electric Light Company produit de l'électricité à partir de 1887. L'année suivante, la Fredericton Gaz produit de l'électricité à son usine et obtient le droit d'installer des poteaux du côté Sud de la rue Queen, tandis que la Fredericton Electric peut en installer du côté nord, s'ajoutant ainsi aux poteaux du téléphone, causant une opposition de la population. Les deux compagnies fusionnent en 1889 et ouvrent une usine sur la rue Carleton.
La plus ancienne école toujours en activité, l'école intermédiaire George Street, ouvre ses portes en 1924. L'école Alexander Gibson Memorial est inaugurée en 1926, suivie de l'école Barkers Point en 1946, de l'école Nashwaaksis Memorial en 1948, de l'école consolidée Kingsclear en 1950, de l'école intermédiaire Devon en 1952, de l'école South Devon en 1953, de l'école Forest Hill en 1955, de l'école Connaught Street en 1957, de l'école Park Street en 1960, de l'école McAdam Avenue en 1962, de l'école Montgomery Street en 1963, de l'école Garden Creek en 1965, de l'école Liverpool Street en 1968, de l'école Priestman Street et de l'école secondaire Fredericton en 1969, de l'école intermédiaire Nashwaaksis en 1976, de l'école Royal Road en 1982, de l'école secondaire Leo Hayes en 2000 et, finalement, de l'école intermédiaire Bliss Carman en 2009. Les francophones obtiennent entretemps l'école Sainte-Anne en 1969.
Avant l'annexion de Devon à Fredericton en 1945, l'expansion de la ville était limitée au sud. La cité connut une augmentation importante de sa population jusqu'à la fin des années 1970, due à l'expansion des universités et des services provinciaux.
Le pont Princess Margaret est inauguré en 1959.
La XVe Convention nationale acadienne a lieu en 1972 à Fredericton.
En 1973, la cité annexe plusieurs banlieues, telles que Nashwaaksis, Marysville, Barker's Point et Silverwood. Bien que ces noms soient toujours utilisés, il est désormais d'usage de parler de la rive nord (north side) ou de la rive sud (south side) lorsque l'on situe un lieu dans la ville.
La caisse populaire de Fredericton est fondée en 1978. Elle se joint en 2002 à la Caisse populaire Moncton-Beauséjour pour former la Caisse populaire Beauséjour.
Un premier festival francophone a lieu en 1982.
Fredericton accueille la XXIe finale des Jeux de l'Acadie en 2000. L'école des Bâtisseurs est inaugurée en 2007. Le pont Princess Margaret est rénové entre 2009 et 2011.
Dans le cadre de la réforme de la gouvernance locale du 1er janvier 2023, des parties des districts de services locaux (DSL) suivants sont annexés à Fredericton: Estey's Bridge, paroisse de Douglas, paroisse de Lincoln, Rusagonis-Waasis et paroisse de Saint Marys

### Histoire de Marysville
Marysville, l'une des municipalités annexées à Fredericton en 1973, possède une histoire unique et particulière. Marysville est située sur la rivière Nashwaak, juste au nord du centre-ville. Le quartier se distingue par son usine du XIXe siècle et ses bâtiments historiques, qui incluent des quartiers ouvriers et d'autres édifices s'inspirant des villes industrielles britanniques.
L'usine fut construite durant les années 1830 par deux entrepreneurs locaux. Elle changea plusieurs fois de mains et ne fut jamais profitable. Alexander Gibson en fit l'acquisition et construisit une prospère ville industrielle. Il fit construire une filature de coton à la fine pointe de la technologie en 1883. Gibson nomma sa ville Marysville, en l'honneur de son épouse.
En 1908, à la suite de problèmes financiers, Gibson dut vendre son usine à une compagnie montréalaise, qui la vendit à son tour à Canadian Cottons Ltd. Après la Deuxième Guerre mondiale, la compétition étrangère ruina la compagnie, qui dut cesser ses opérations en 1954. À la suite de plusieurs tentatives de réouverture, l'usine ferma définitivement ses portes en 1980.
L'usine fut rénovée en 1985 et abrite maintenant des bureaux du gouvernement provincial.

## Démographie
La cité comptait 56 224 habitants en 2011, soit une augmentation de 11,3 % en 5 ans. Il y a en tout 22 120 ménages dont 13 980 familles. Les données du recensement de 2011 n'étant pas encore toutes disponibles, les autres aspects de la démographie de Fredericton sont connus grâce au recensement de 2006. Les ménages comptent en moyenne 2,2 personnes tandis que les familles comptent en moyenne 2,7 personnes. Les ménages sont composés de couples avec enfants dans 22,4 % des cas, de couples sans enfants dans 29,4 % des cas et de personnes seules dans 30,0 % des cas alors que 18,2 % des ménages entrent dans la catégorie autres (familles monoparentales, colocataires, etc.). 68,7 % des familles comptent un couple marié, 14,6 % comptent un couple en union libre et 16,7 % sont monoparentales. Dans ces dernières, une femme est le parent dans 84,7 % des cas. L'âge médian est de 38,4 ans, comparativement à 41,5 ans pour la province. 85,3 % de la population est âgée de plus de 15 ans, comparativement à 83,8 % pour la province. Les femmes représentent 52,8 % de la population, comparativement à 51,3 % pour la province. Chez les plus de 15 ans, 36,8 % sont célibataires, 45,3 % sont mariés, 3,3 % sont séparés, 7,9 % sont divorcés et 6,6 % sont veufs. De plus, 9,2 % vivent en union libre.
| 1981   | 1986   | 1991   | 1996   | 2001   | 2006   |
| ------ | ------ | ------ | ------ | ------ | ------ |
| 43 723 | 44 352 | 46 466 | 46 507 | 47 780 | 50 535 |

| 2011   | 2016   | 2021   | - | - | - |
| ------ | ------ | ------ | - | - | - |
| 56 224 | 58 270 | 63 116 | - | - | - |

Les autochtones représentent 1,4 % de la population et 6,7 % des habitants font partie d'une minorité visible. Les immigrants représentent 8,5 % de la population et 0,9 % des habitants sont des résidents permanents. 3,7 % des habitants ne sont pas citoyens canadiens et 80,7 % des habitants âgés de plus de 15 ans sont issus de familles établies au Canada depuis trois générations ou plus. En date du 16 mai 2006, 79,8 % des gens avaient la même adresse depuis au moins un an alors que 12,9 % habitaient auparavant ailleurs dans la même ville, que 3,6 % habitaient ailleurs dans la province, que 2,6 % habitaient ailleurs au pays et que 1,1 % habitaient ailleurs dans le monde. À la même date, 51,9 % des gens avaient la même adresse depuis au moins cinq ans alors que 25,8 % habitaient auparavant ailleurs dans la même ville, que 11,2 % habitaient ailleurs dans la province, que 7,7 % habitaient ailleurs au pays et que 3,4 % habitaient ailleurs dans le monde.
La langue maternelle est le français chez 6,7 % des habitants, l'anglais chez 86,3 % et les deux langues chez 0,5 % alors que 6,6 % sont allophones. Les deux langues officielles sont comprises par 22,6 % de la population, alors que 0,3 % des habitants sont unilingues francophones, que 76,8 % sont unilingues anglophones et que 0,3 % ne connaissent ni l'anglais ni le français. Le français est parlé à la maison par 3,7 % des gens, l'anglais par 92,1 %, les deux langues officielles par 0,3 %, le français et une langue non officielle par moins de 0,1 %, l'anglais et une langue non officielle par 0,4 %, l'anglais le français et une langue non officielle par moins de 0,1 % et une langue non officielle seule par 3,5 %. Le français est utilisé au travail par 2,2 % des employés et l'anglais par 96,0 % alors que 1,0 % des employés utilisent les deux langues officielles, que 0,0 % utilisent le français et une langue non officielle, que 0,3 % utilisent l'anglais et une langue non officielle et que 0,4 % utilisent une langue non officielle.
| Évolution des langues maternelles (en %) | Légende                                                         |
| ---------------------------------------- | --------------------------------------------------------------- |
|                                          | - Anglais - Français - Anglais et français - Autre(s) langue(s) |
| Sources,:                                |                                                                 |

Chez les plus de 15 ans, 15,8 % n'ont aucun certificat, diplôme ou grade, 26,0 % ont uniquement un diplôme d'études secondaires ou l'équivalent et 58,2 % détiennent aussi un certificat, un diplôme ou un grade post-secondaire; par comparaison, ces taux s'élèvent à 29,4 %, 26,0 % et 44,6 % au provincial. Parmi la même tranche d'âge, 6,3 % des gens possèdent un diplôme d'un programme d'un an au CCNB ou l'équivalent, 17,1 % détiennent un diplôme d'un programme de trois ans au CCNB ou l'équivalent, 4,5 % ont un diplôme ou un certificat universitaire inférieur au baccalauréat et 30,3 % ont un certificat, un diplôme ou un grade universitaire plus élevé. Parmi ces diplômés, 11,0 % sont formés en enseignement, 2,8 % en arts ou en communications, 7,5 % en sciences humaines, 11,6 % en sciences sociales ou en droit, 21,7 % en commerce, en gestion ou en administration, 4,0 % en sciences et technologies, 6,1 % en mathématiques ou en informatique, 17,0 % en architecture, en génie ou dans des domaines connexes, 2,4 % en agriculture, en ressources naturelles ou en conservation, 11,6 % en santé, parcs, récréation ou conditionnement physique, 4,3 % en services personnels, de protection ou de transport et moins de 0,1 % dans d'autres domaines. Les diplômés post-secondaires ont terminé leurs études à l'extérieur du pays dans 8,0 % des cas.

## Économie

### Travail et revenu
(septembre 2024).
Le recensement de 2006 de Statistique Canada fournit aussi des données sur l'économie. Chez les habitants âgés de plus de 15 ans, le taux d'activité était alors de 67,8 %, le taux d'emploi était de 63,3 % et le taux de chômage était de 6,6 %; à titre de comparaison, ceux de la province étaient respectivement de 63,7 %, 57,3 % et 10,0 %.
Parmi la population en âge de travailler, 30 615 personnes ont déclaré des gains et 40 975 ont déclaré un revenu en 2005. 92,2 % avaient aussi déclaré des heures de travail non rémunérées. Le revenu médian s'élevait alors à 24 718 $ avant et à 22 416 $ après impôt, comparativement à la moyenne provinciale de 22 000 $ avant et 20 063 $ après impôt; les femmes gagnaient en moyenne 2 675 $ de moins que les hommes après impôt, soit 19 741 $. En moyenne, 71,6 % du revenu provenait de gains, 11,0 % de transferts gouvernementaux et 17,4 % d'autres sources. 13,0 % de toutes les personnes dans les ménages avaient un faible revenu après impôt, une proportion montant à 15,1 % pour les moins de 18 ans.
Parmi la population active occupée, 6,1 % des gens travaillaient à domicile, 0,3 % travaillaient ailleurs dans le monde, 6,9 % étaient sans lieu de travail fixe et 86,7 % avaient un lieu de travail fixe. Parmi les travailleurs ayant un lieu de travail fixe, 91,0 % travaillaient en ville, 2,6 % travaillaient ailleurs dans le comté, 5,4 % travaillaient ailleurs dans la province et 1,0 % travaillaient dans une autre province.

### Principaux secteurs
(septembre 2024).
En 2006, on dénombrait 3,2 % des emplois dans l'agriculture, la pêche et les autres ressources, 4,4 % dans la construction, 2,7 % dans la fabrication, 2,1 % dans le commerce de gros, 11,8 % dans le commerce de détail, 5,7 % dans la finance et l'immobilier, 10,2 % dans la santé et les services sociaux, 9,7 % dans l'éducation, 21,0 % dans les services de commerce et 29,3 % dans les autres services.
La Progressive Credit Union, membre de la Credit Union Central of New Brunswick, est une caisse populaire ayant son siège-social sur la rue Hughes. La caisse compte quatre succursales. La New Brunswick Teachers' Association Credit Union est aussi basée à Fredericton, sur la rue Montgomery. Il y a aussi une succursale de la OMISTA Credit Union, basée à Moncton.
Il y a finalement une succursale de la Caisse populaire Beauséjour, basée à Moncton et membre d'UNI Coopération financière.
Entreprise Fredericton, membre du Réseau Entreprise, a la responsabilité du développement économique. La cité compte un centre d'affaires de la Banque de développement du Canada.

## Administration
En plus d'être la capitale provinciale, Fredericton est le chef-lieu du comté d'York depuis sa création en 1784. Malgré l'abolition de la municipalité de comté en 1966, la cité est toujours le centre administratif de la région.

### Conseil municipal
Le conseil municipal est formé d'un maire et de douze conseillers de quartiers. La cité est en effet divisée en douze quartiers pour des fins administratives.
Conseil municipal actuel
Le conseil municipal actuel est élu lors de l'élection quadriennale du 10 mai 2021.
| Mandat      | Fonctions               | Nom(s)           |
| ----------- | ----------------------- | ---------------- |
| 2016 - 2020 | Maire                   | Mike O'Brien     |
| 2016 - 2020 | Conseillers de quartier |                  |
| 2016 - 2020 | no 1                    | Dan Keenan       |
| 2016 - 2020 | no 2                    | Mark Peters      |
| 2016 - 2020 | no 3                    | Bruce N. Grandy  |
| 2016 - 2020 | no 4                    | Eric Price       |
| 2016 - 2020 | no 5                    | Steven Hicks     |
| 2016 - 2020 | no 6                    | Eric Megarity    |
| 2016 - 2020 | no 7                    | Kevin Darrah     |
| 2016 - 2020 | no 8                    | Greg Ericson     |
| 2016 - 2020 | no 9                    | Stephen A. Chase |
| 2016 - 2020 | no 10                   | John MacDermid   |
| 2016 - 2020 | no 11                   | Kate Rogers      |
| 2016 - 2020 | no 12                   | Henri Mallet     |

Un conseil est formé à la suite de l'élection du 12 mai 2008 ; quatre conseillers sont alors élus par acclamation. Le conseil municipal précédent est élu lors de l'élection quadriennale du 14 mai 2012. Leah Levac démissionne le 28 juin 2013 du poste de conseillère du quartier 10 pour des raisons professionnelles. Une élection partielle a donc lieu le 28 octobre suivant et John MacDermid l'emporte.
|  | Indépendant | 1856-1868       | William Hayden Needham  |
|  | Indépendant | 1869-1873       | George F. Gregory       |
|  | Indépendant | 1874-1876       | Edward Ludlow Wetmore   |
|  | Indépendant | 1878-1880       | George F. Gregory       |
|  | Indépendant | 1888-1889       | John Douglas Hazen      |
|  | Indépendant | 1907-1908       | Harry Fulton McLeod     |
|  | Indépendant | 1918-1920       | Richard Burpee Hanson   |
|  | Indépendant | 1925-1935       | William George Clark    |
|  | Indépendant | 1969-1974       | Bud Bird                |
|  | Indépendant | 1986-1999       | Brad Woodside           |
|  | Indépendant | 1999-2001       | A.M. (Sandy) DiGiacinto |
|  | Indépendant | 2001-2004       | Les Hull                |
|  | Indépendant | 2004-2016       | Brad Woodside           |
|  | Indépendant | 2016-2021       | Mike O'Brien            |
|  | Indépendant | 2021 - en cours | Kate Rogers             |

### Représentation et tendances politiques
Fredericton est membre de l'Union des municipalités du Nouveau-Brunswick et de l'Association francophone des municipalités du Nouveau-Brunswick.
Fredericton fait partie de la circonscription fédérale de Fredericton. Cette circonscription est représentée à la Chambre des communes du Canada par Jenica Atwin, du Parti libéral. Fredericton est représentée à l'Assemblée législative du Nouveau-Brunswick par cinq députés.
|                            | Député       | Parti                           |
| Fredericton-Grand Lake     | Kris Austin  | Parti progressiste-conservateur |
| Fredericton-Lincoln        | David Coon   | Parti vert                      |
| Fredericton-Nord           | Luke Randall | Parti libéral                   |
| Fredericton-Sud-Silverwood | Susan Holt   | Parti libéral                   |
| Fredericton-York           | Ryan Cullins | Parti progressiste-conservateur |

## Vivre à Fredericton

### Éducation
Fredericton est le siège du district scolaire Anglophone West. La cité était le siège du district scolaire 18 jusqu'à la réforme de 2012. La ville compte à elle seule 21 écoles anglophones et 17 d'entre elles ont un programme d'immersion française. Le District 18 Education Centre est une école alternative. La population francophone bénéficie de deux écoles publiques, faisant partie du district scolaire Francophone Sud dont le siège est à Dieppe. Il y a aussi une école malécite.
Fredericton possède aussi trois bibliothèques publiques et deux universités : Université du Nouveau-Brunswick et Université St. Thomas.

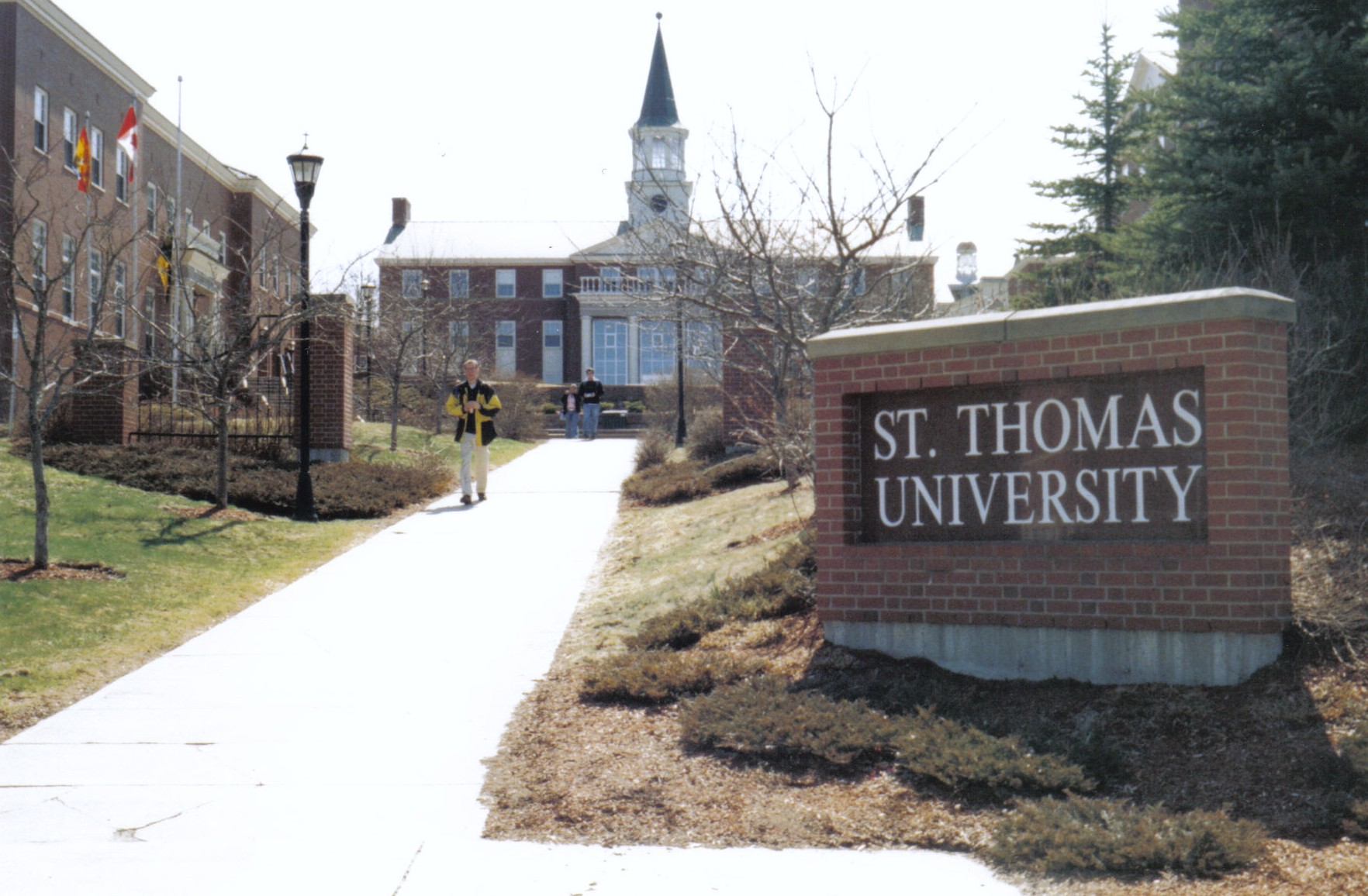
Université St. Thomas
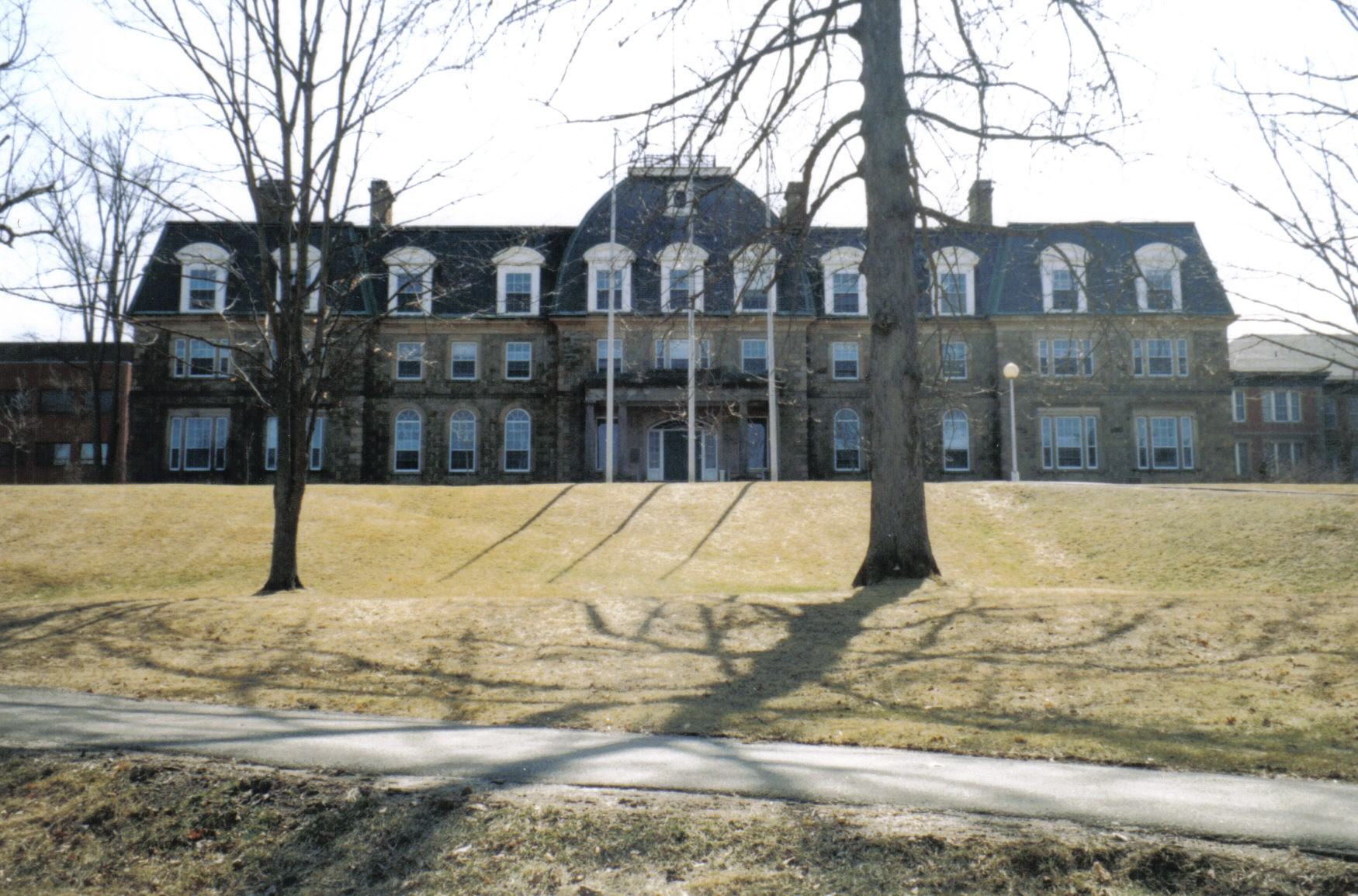
Université du Nouveau-Brunswick

### Santé
Fredericton est desservi par l'hôpital régional Dr. Everett Chalmers. La ville bénéficie aussi de deux foyers de soins agréés, soit Pine Grove et le York Manor.

### Autres services publics
La cité dispose de son propre service de police et est le siège d'un tribunal de la Cour provinciale du Nouveau-Brunswick.
Le marché agricole W. W. Boyce, situé sur la rue George, est ouvert tous les samedis.

### Médias
Le quotidien anglophone de Fredericton est The Daily Gleaner et le Telegraph-Journal de Saint-Jean est aussi distribué. L'hebdomadaire Northside This Week est publié en ville. Le quotidien francophone est L'Acadie nouvelle, qui est publié à Caraquet. Il y a par contre un bureau du journal en ville. L'hebdomadaire L'Étoile de Dieppe est aussi distribué.

### Sport et parcs
Fredericton bénéficie du club de golf Kingswood, un parcours de 18 trous conçu par les architectes Darrell Huxham et Graham Cooke. Il y a aussi le club de golf Carman Creek, un parcours de 9 trous.
Le parc Kingswood est un centre de divertissement comprenant un salon de quilles, un mur d'escalade, des arcades et des jeux de laser.

### Religion
La cathédrale Christ Church est le siège du Diocèse anglican de Fredericton, qui correspond au territoire de la province. Les paroisses de la ville et des environs sont regroupées dans l'archidiaconé de Fredericton, qui compte deux doyennés, le doyenné de Fredericton et le doyenné de York.
La prière est toujours récitée au conseil municipal.

## Culture

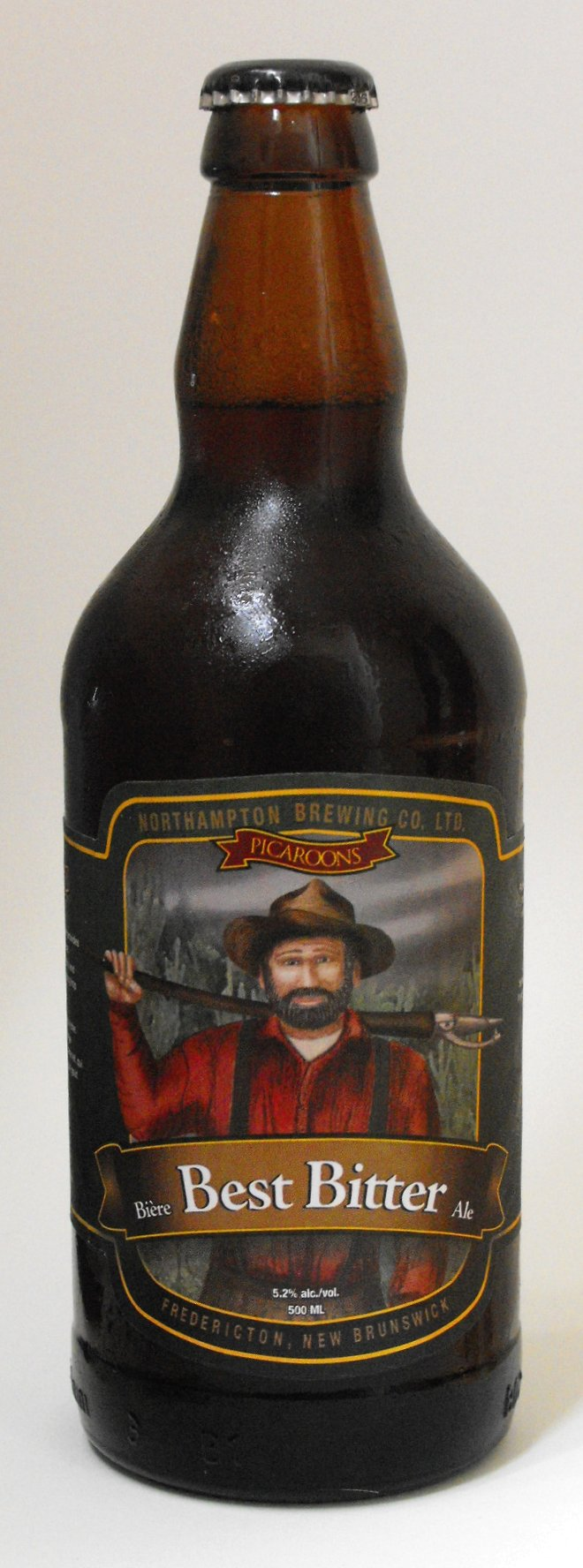
La bière Picaroons de Fredericton.

### Architecture et monuments
L'hôtel de ville, le complexe militaire et le fort Nashwaak sont des sites historiques nationaux. Le Complexe de l'Assemblée législative, la Maison Marie Evelyn Grannan et la Prison du comté de York sont des sites historiques provinciaux.

### Événements
Le festival des Jeux Highland du Nouveau-Brunswick est organisé au mois de juillet. Le festival Harvest Jazz & Blues et l'exposition de Fredericton (FREX) ont lieu au mois de septembre.

### Langue
Selon la Loi sur les langues officielles, Fredericton est officiellement bilingue puisque c'est une obligation pour les cités, peu importe la proportion de francophones ou d'anglophones.

### Arts
The Playhouse est la plus grande salle de spectacle.

### Fredericton dans la culture
Charlottetown et les politiciens corrompus sont mentionnés brièvement dans le roman La Mariecomo de Régis Brun.

## Images de Fredericton

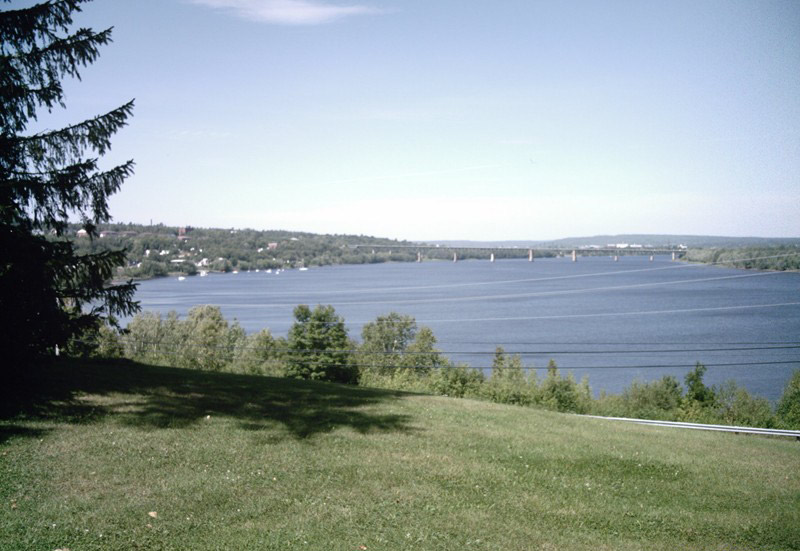
Vue de Fredericton depuis la ferme expérimentale
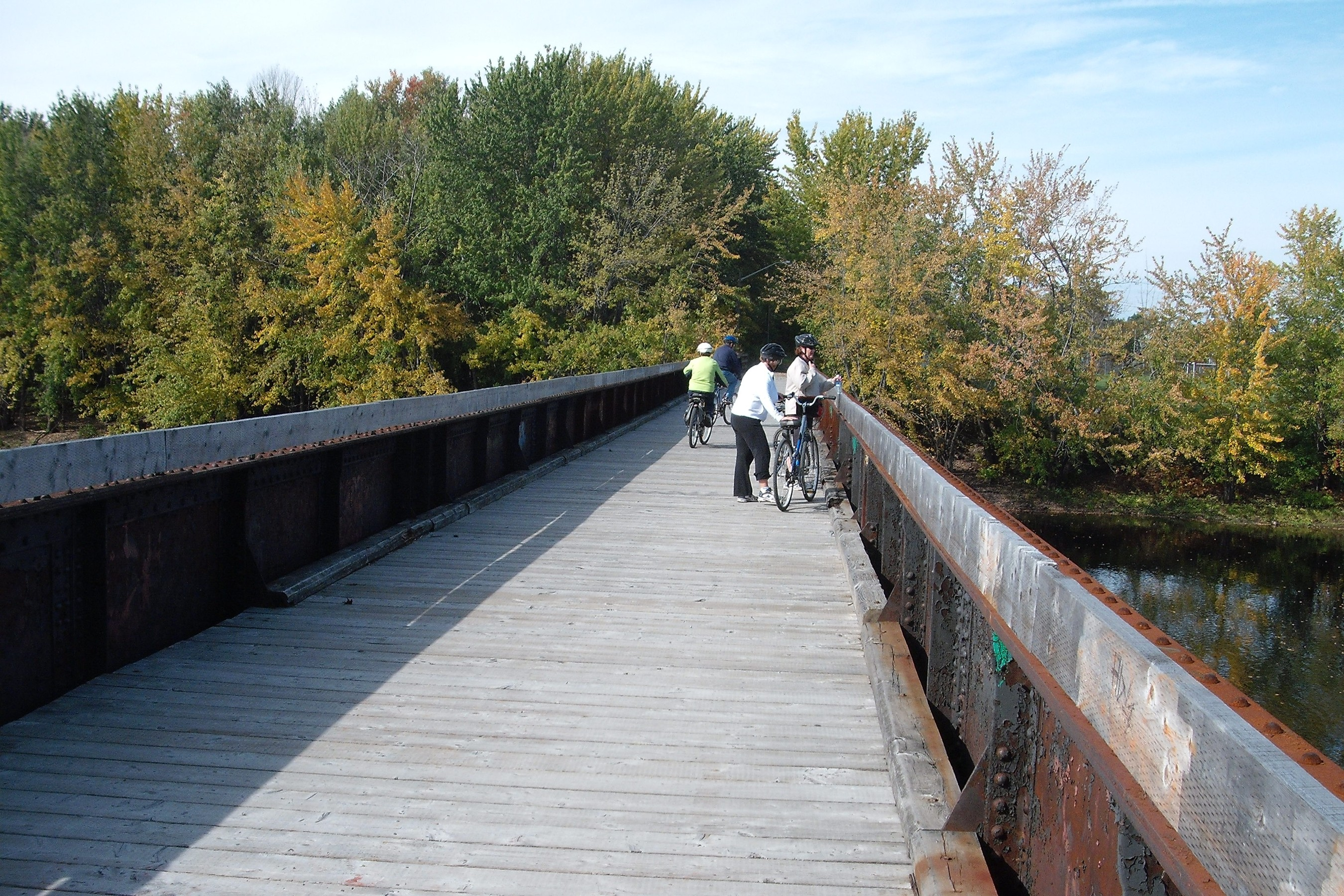
Pont piétonnier sur la rivière Nashwaak
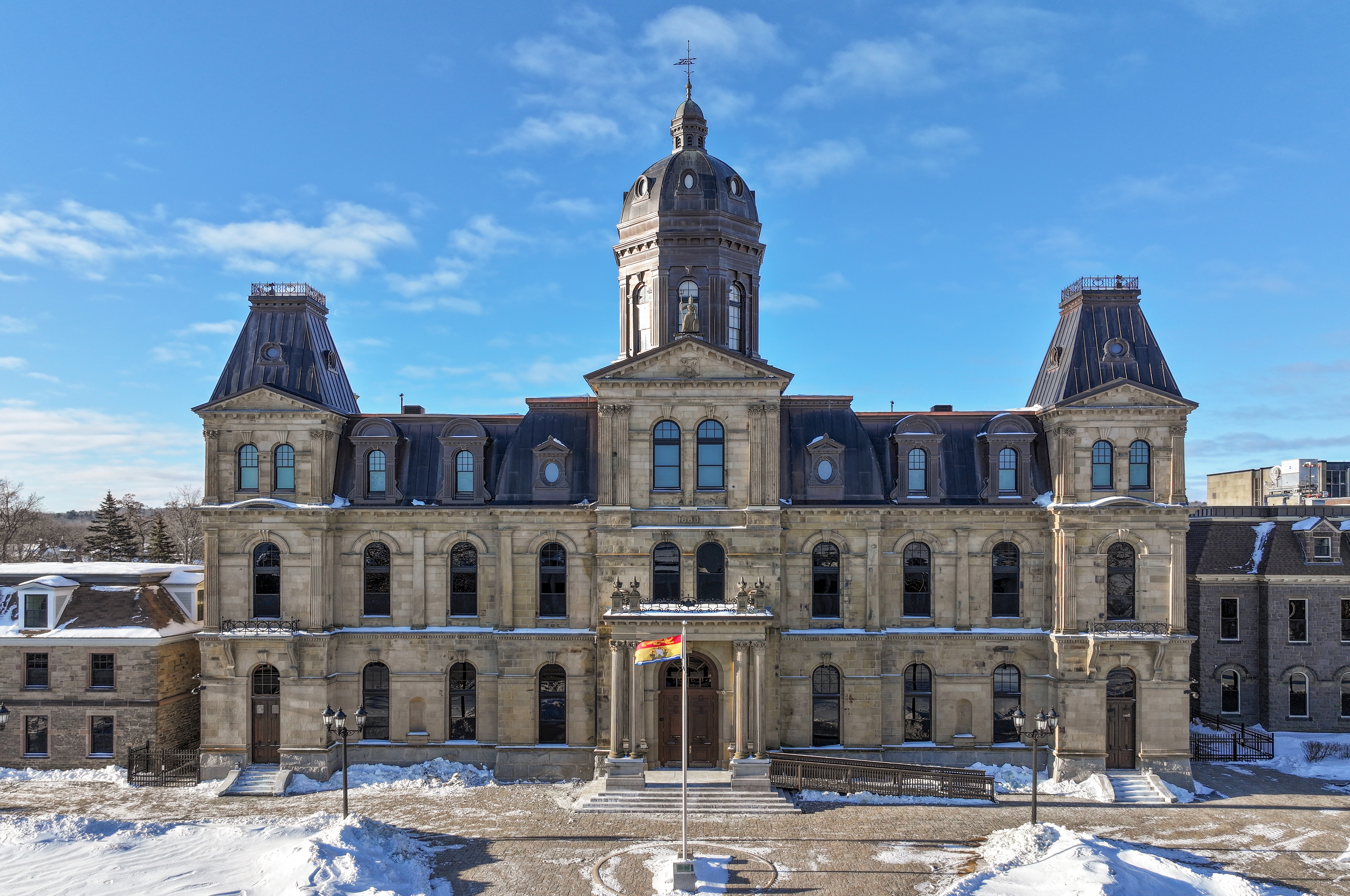
Assemblée législative du Nouveau-Brunswick
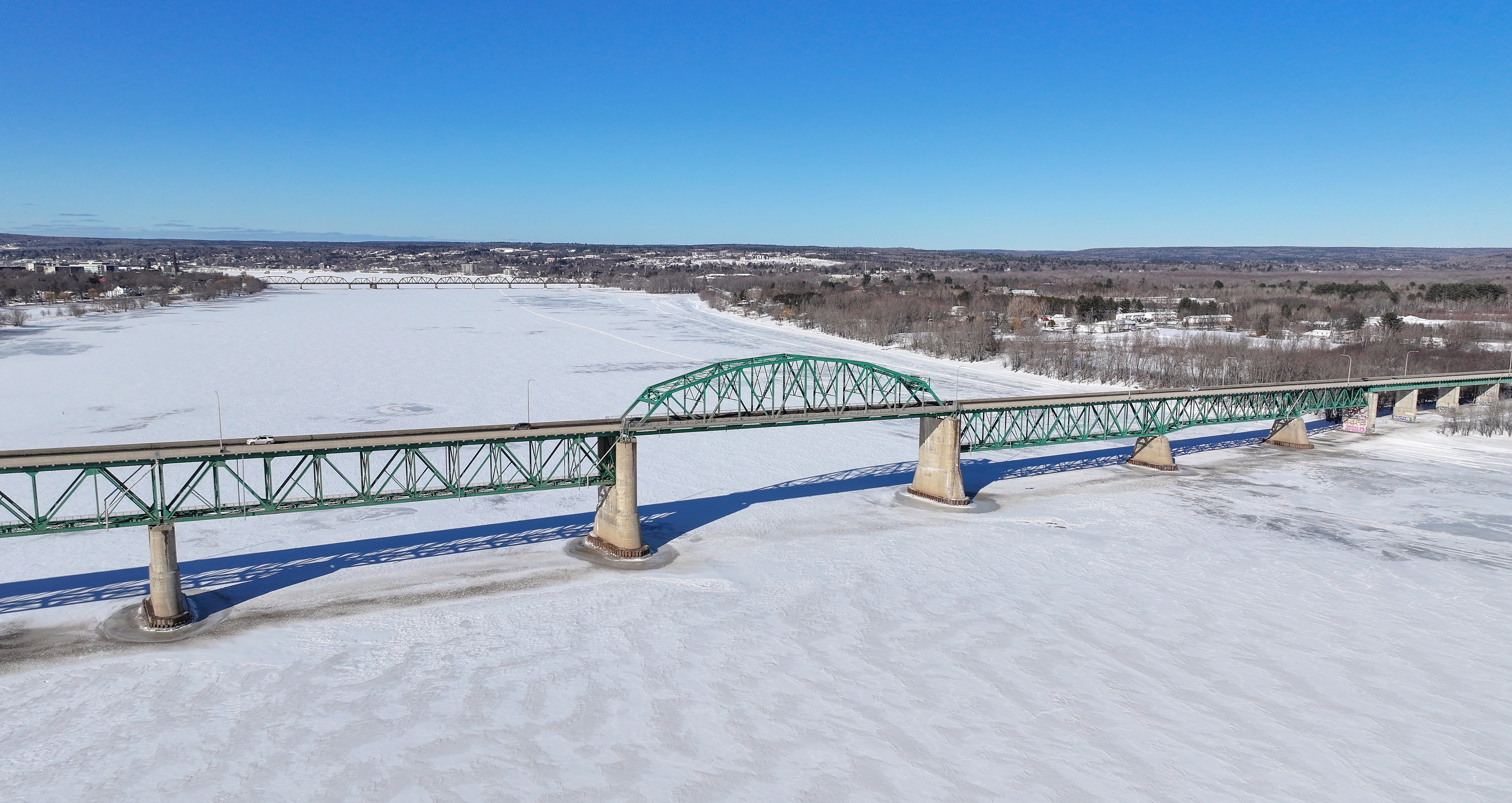
Pont Princesse Margaret (construit en 1959)
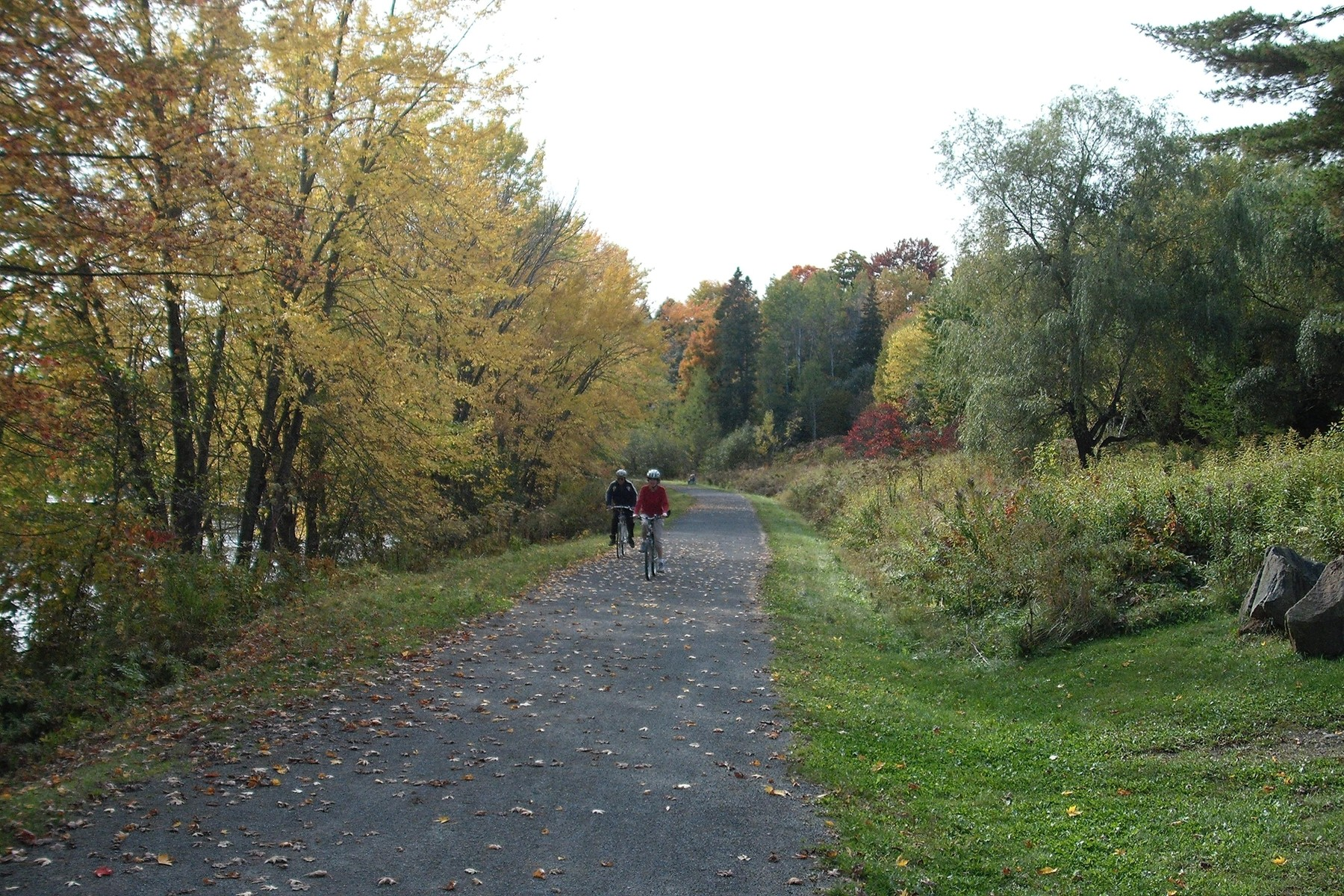
Sentier le long de la rivière Nashwaak
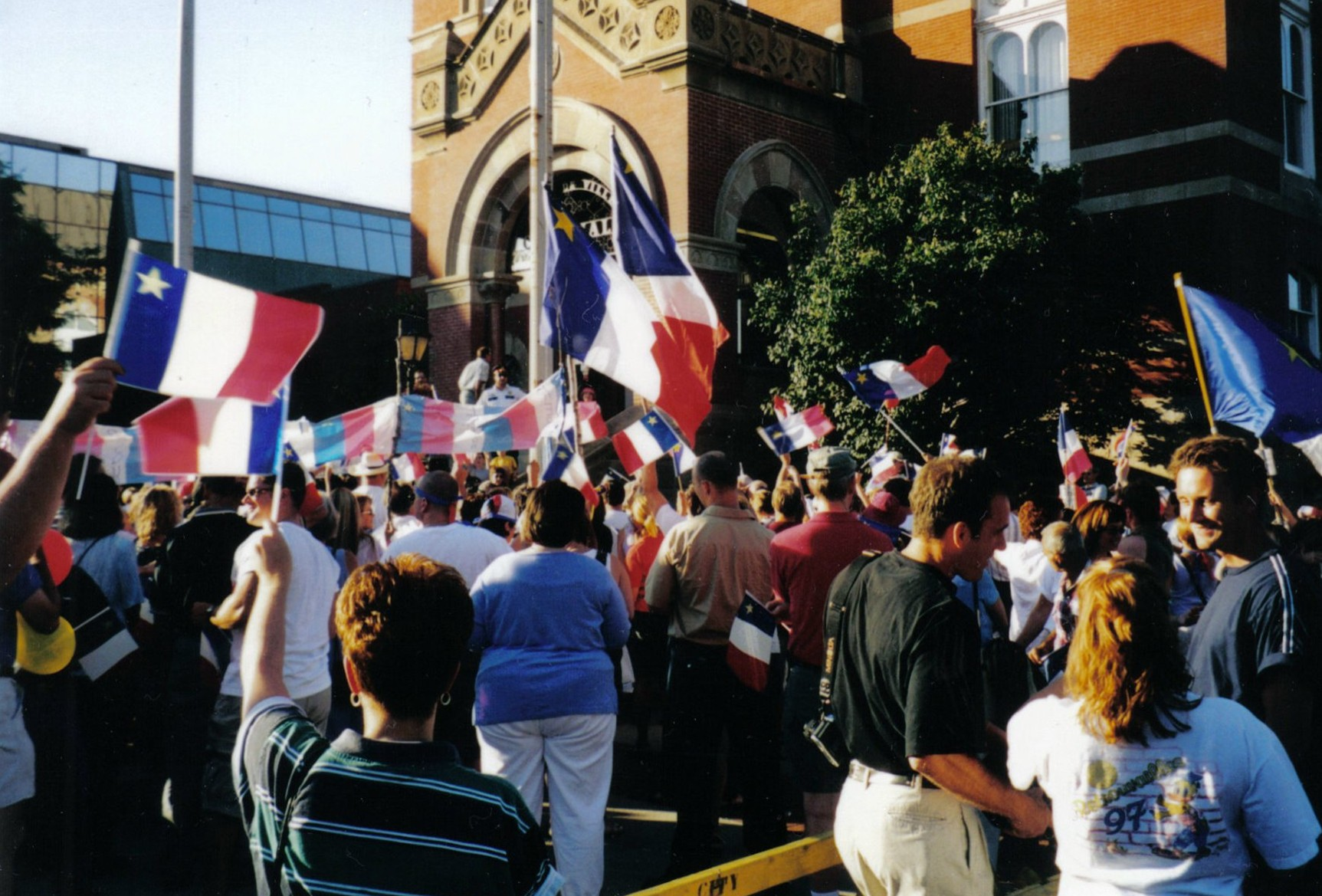
Tintamarre devant l'hôtel de ville lors de la fête des Acadiens
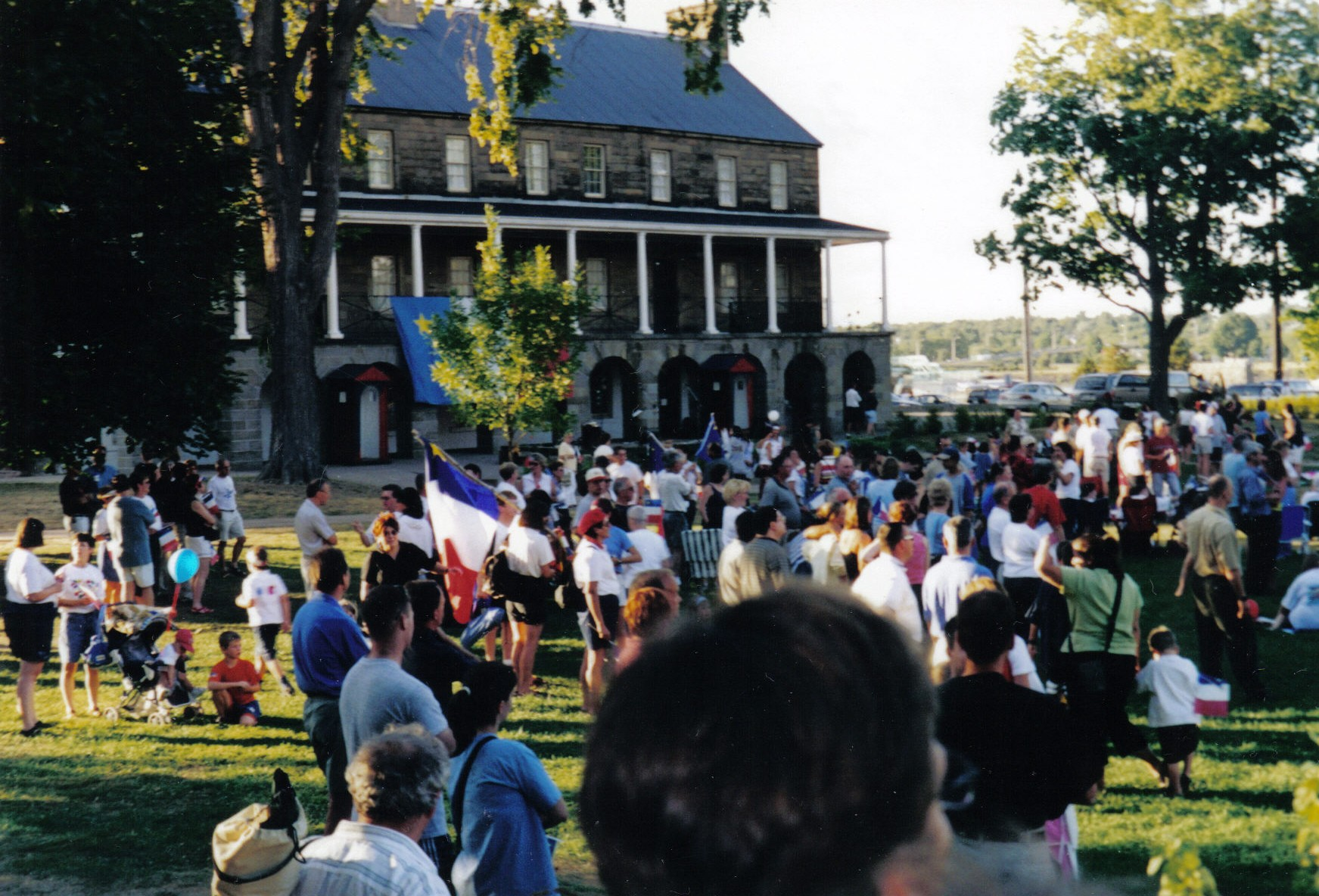
Fête des Acadiens à la Place des officiers
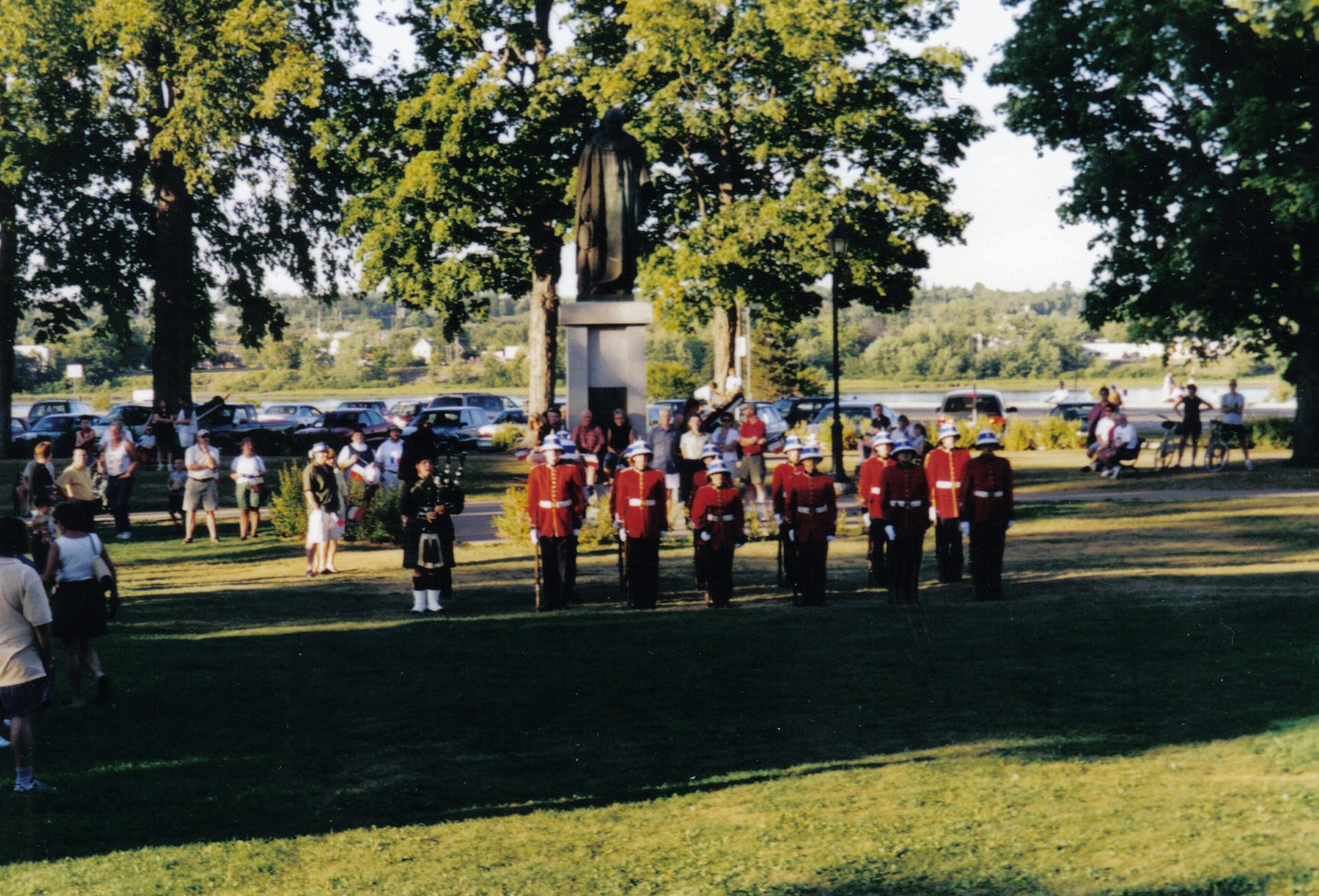
Changement de la garde à la Place des officiers
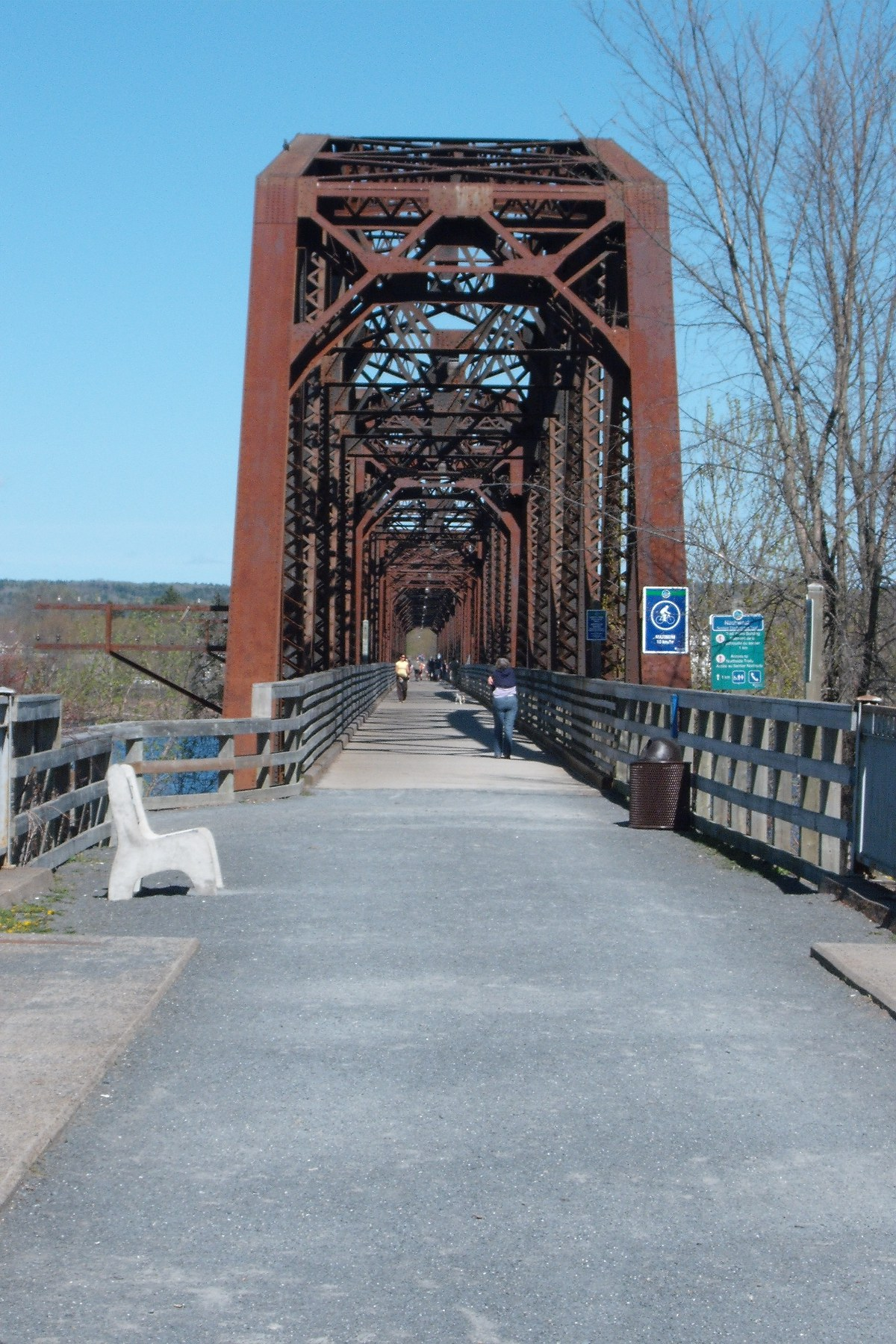
Pont piétonnier sur le fleuve Saint-Jean

## Jumelages
| Ville | Ville               | Pays | Pays         | Période     |
| ----- | ------------------- | ---- | ------------ | ----------- |
|       | District de Gangnam |      | Corée du Sud | depuis 2008 |
|       | Saltillo            |      | Mexique      |             |